# داني غولدمان
داني غولدمان (بالإنجليزية: Danny Goldman)‏ هو ممثل أمريكي، ولد في 30 أكتوبر 1939 بنيويورك في الولايات المتحدة.

## أعمال

### أفلام
- (1974) فرانكنشتاين الصغير[6]

## وصلات خارجية
- داني غولدمان على موقع IMDb (الإنجليزية)
- داني غولدمان على موقع روتن توميتوز (الإنجليزية)
- داني غولدمان على موقع ديسكوغز (الإنجليزية)
- داني غولدمان على موقع قاعدة بيانات الفيلم (الإنجليزية)